# Martillo de chapista
El martillo de chapista es una herramienta usada para el alisado y desabollado junto con un tas de la chapa de vehículos. Los hay con doble cara, peña larga, corta y sin peña, normalmente son de boca plana pero también los hay con boca abombada y con bocas fresadas para recoger la chapa.
Estos martillos se utilizan cuando hay accesibilidad por ambas caras de la chapa del vehículo.